# Incêndio na Estação Antártica Comandante Ferraz
O incêndio na Estação Antártica Comandante Ferraz, na Antártida, ocorreu em 25 de fevereiro de 2012 e causou a morte de duas pessoas, além de ter feirdo outra. O incêndio destruiu aproximadamente 70% da estação de pesquisa.

## Incêndio
O incêndio começou na casa de máquinas que abriga os geradores de energia aproximadamente às 2h (horário de Brasília ) do dia 25 de fevereiro de 2012.

### Danos
Em 26 de fevereiro de 2012, a Marinha do Brasil emitiu um comunicado afirmando que, embora cerca de 70% da estação tenha sido destruída pelo incêndio. O prédio principal, que incluía os alojamentos e alguns laboratórios, foi completamente destruído. As unidades que ficavam isoladas da instalação central salvaram-se: laboratórios de meteorologia, química e estudo da alta atmosfera, além de contêineres com material de pesquisa do Instituto Nacional de Pesquisas Espaciais e o heliporto, que estavam isolados do edifício principal.

## Evacuação
Cinquenta e nove pessoas estavam na estação quando o incêndio começou. Quarenta e quatro pessoas (30 cientistas, um alpinista, um representante do Ministério do Meio Ambiente e 12 soldados do Arsenal de Marinha do Rio de Janeiro) foram evacuadas de helicóptero para a vizinha estação chilena Base Presidente Eduardo Frei Montalva, enquanto 12 soldados da Marinha Brasileira permaneceram na base tentando combater o incêndio.
Os evacuados foram posteriormente embarcados em um voo da Força Aérea Argentina para Punta Arenas, no Chile. A Força Aérea Brasileira enviou uma aeronave C-130 Hércules para resgatar os 44 evacuados e transportá-los de volta ao Brasil.

### Esforço internacional
- Chile - A estação chilena Frei Montalva foi a primeira base a receber o sinal de socorro enviado pela estação brasileira às 02h40 (horário local). A Marinha do Chile acionou um plano de emergência, enviando ao local duas embarcações com tripulação de combate a incêndios, além de equipamentos e suprimentos, como bombas, mangueiras e extintores. A ajuda chilena chegou às 3h46 (horário local) após navegar por 1 hora. Um terceiro navio, o rebocador Lautaro, chegou às 05h00 (horário local). Ao amanhecer, a Marinha do Chile enviou dois helicópteros Bolkow para evacuar os brasileiros de volta à base de Frei Montalva.[6]
- Argentina - O governo chileno respondeu enviando o navio Puerto Deseado da Marinha Argentina. A Força Aérea Argentina também transportou brasileiros da base chilena para Punta Arenas.[7]
- Polónia - A Estação Arctowski também enviou uma equipe para apoiar os esforços de combate a incêndios. Médicos poloneses prestaram primeiros socorros ao soldado brasileiro ferido no incêndio.[6]
- Reino Unido - O navio britânico HMS Protector recebeu o pedido de socorro da estação brasileira e navegou até a Ilha Rei George para prestar assistência à estação de pesquisa. 23 de seus marinheiros foram desembarcados com equipamento de combate a incêndio para combater o grande incêndio.[8]

## Vítimas e lesões

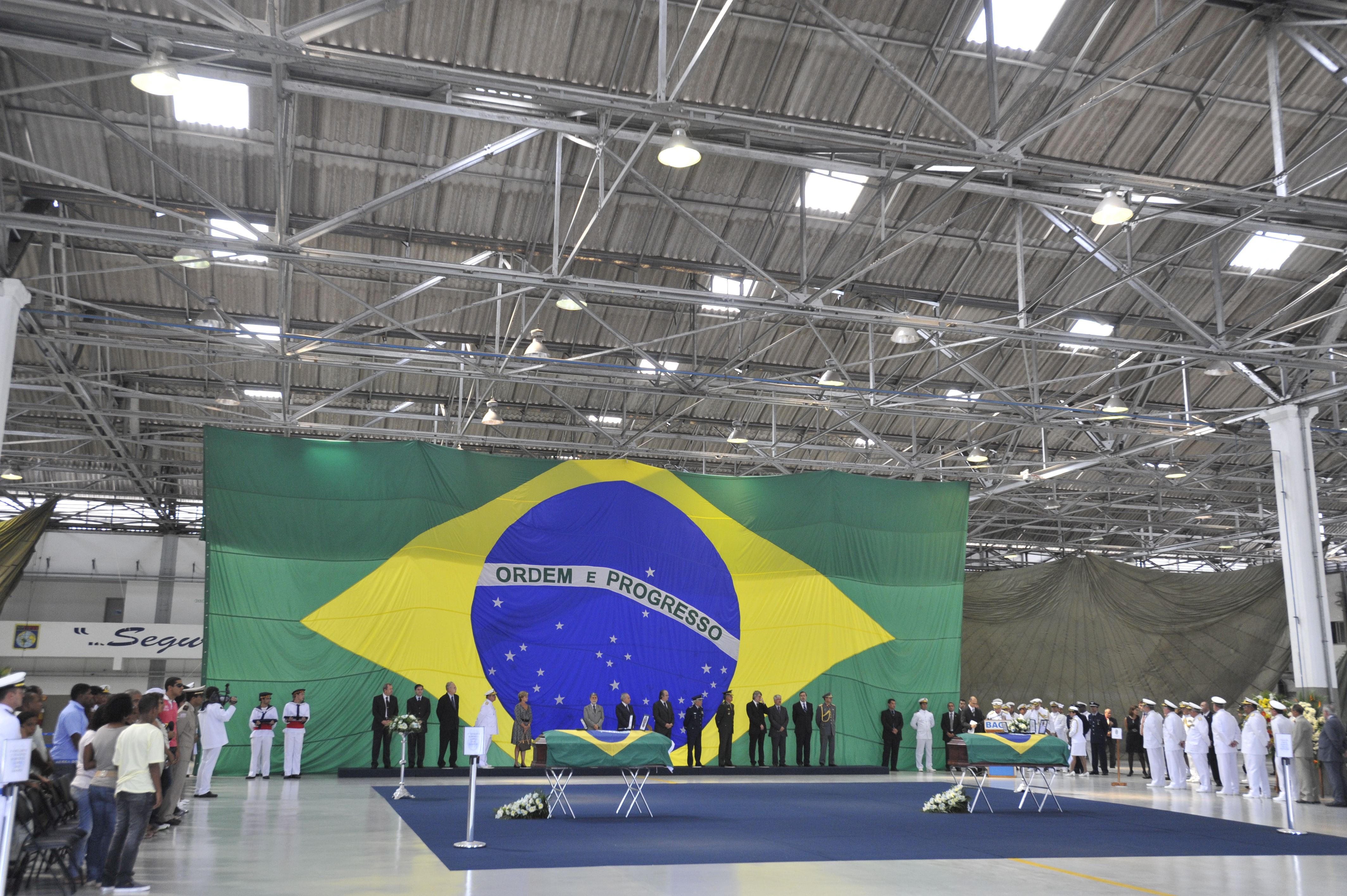
Funeral militar realizado na Base Aérea do Galeão

Dois soldados, o suboficial Carlos Alberto Vieira Figueiredo e o sargento Roberto Lopes dos Santos, inicialmente dados como desaparecidos pela Marinha do Brasil, foram encontrados mortos nos escombros da estação após o incêndio. Seus restos mortais foram levados de volta para casa em 28 de fevereiro de 2012 e receberam homenagens em um funeral militar realizado na Base Aérea do Galeão.
Os militares mortos no incêndio também receberam postumamente o grau de comendador da Ordem do Mérito da Defesa e a Medalha Naval de Serviços Distintos da Marinha. Em dezembro de 2014 foi publicada a lei 13 065/14 que concedeu auxílio especial e bolsa especial de educação aos dependentes dos militares da Marinha falecidos neste acidente.
O sargento Luciano Gomes Medeiros sofreu ferimentos sem risco de morte e recebeu atendimento de primeiros socorros na Estação Antártica Arctowski.

## Reações

### Resposta governamental
A presidente Dilma Rousseff emitiu um comunicado onde expressou sua consternação pelo acidente e pela morte dos dois militares da Marinha do Brasil e reiterou seu “forte compromisso com a reconstrução integral da Estação Antártica Comandante Ferraz”. O Ministério da Defesa anunciou que os planos de reconstrução começariam em 27 de fevereiro de 2012. O governo brasileiro estimou que levará cerca de dois anos para reconstruir a estação.

### Mídia internacional
O acidente recebeu considerável cobertura da mídia internacional. Na América do Sul, os jornais chilenos e argentinos destacaram a ajuda dos seus respectivos países no esforço de evacuação. O jornal chileno La Nación citou o apelo feito pela presidente Dilma Rousseff ao presidente do Chile, Sebastián Piñera, para que reconhecesse o apoio “no socorro e resgate” dos atingidos pelo incêndio. O diário La Prensa Austral dedicou uma primeira página inteira ao desastre. Na Argentina, o La Nación publicou uma extensa reportagem explicando a localização da estação brasileira e como as forças armadas argentinas participaram do resgate. O Clarín também destacou a ajuda do país ao Brasil. A reconstrução da estação e a solidariedade com o Brasil também foram citadas pelo espanhol El País, pelo português Público e pelo estadunidense The Washington Post.